# Team Rebaque
Das Team Rebaque war ein von Héctor Rebaque gegründeter Rennstall, der 1978 und 1979 an der Formel-1-Weltmeisterschaft teilnahm. Rebaque war das erste Formel-1-Team, das mit einer mexikanischen Lizenz antrat. Der Rennstall operierte anfänglich als Kundenteam, das zugekaufte Chassis von Lotus einsetzte; im zweiten Jahr seiner Existenz wurde es allerdings vorübergehend zu einem eigenständigen Konstrukteur. Das Team nahm an 30 Formel-1-Rennen teil und erzielte einen Weltmeisterschaftspunkt. Nach zwei Jahren stellte der Rennstall seinen Betrieb ein.

## Hintergrund
Der Mexikaner Héctor Rebaque gab 1977 sein Debüt in der Formel 1, als er bei einigen Rennen für das britische Team Hesketh antrat. Bei sechs Anläufen konnte sich Rebaque nur einmal qualifizieren; in diesem Rennen fiel er nach 20 Runden aus. Da Rebaque für die kommende Saison kein Cockpit bei einem etablierten Rennstall finden konnte, entschloss er sich zur Gründung eines eigenen Teams, mit dem er 1978 zur Formel-1-Weltmeisterschaft antrat. Das Team Rebaque hatte seine Basis im englischen Leamington Spa, fuhr aber gleichwohl mit mexikanischer Lizenz.

## Formel-1-Saison 1978

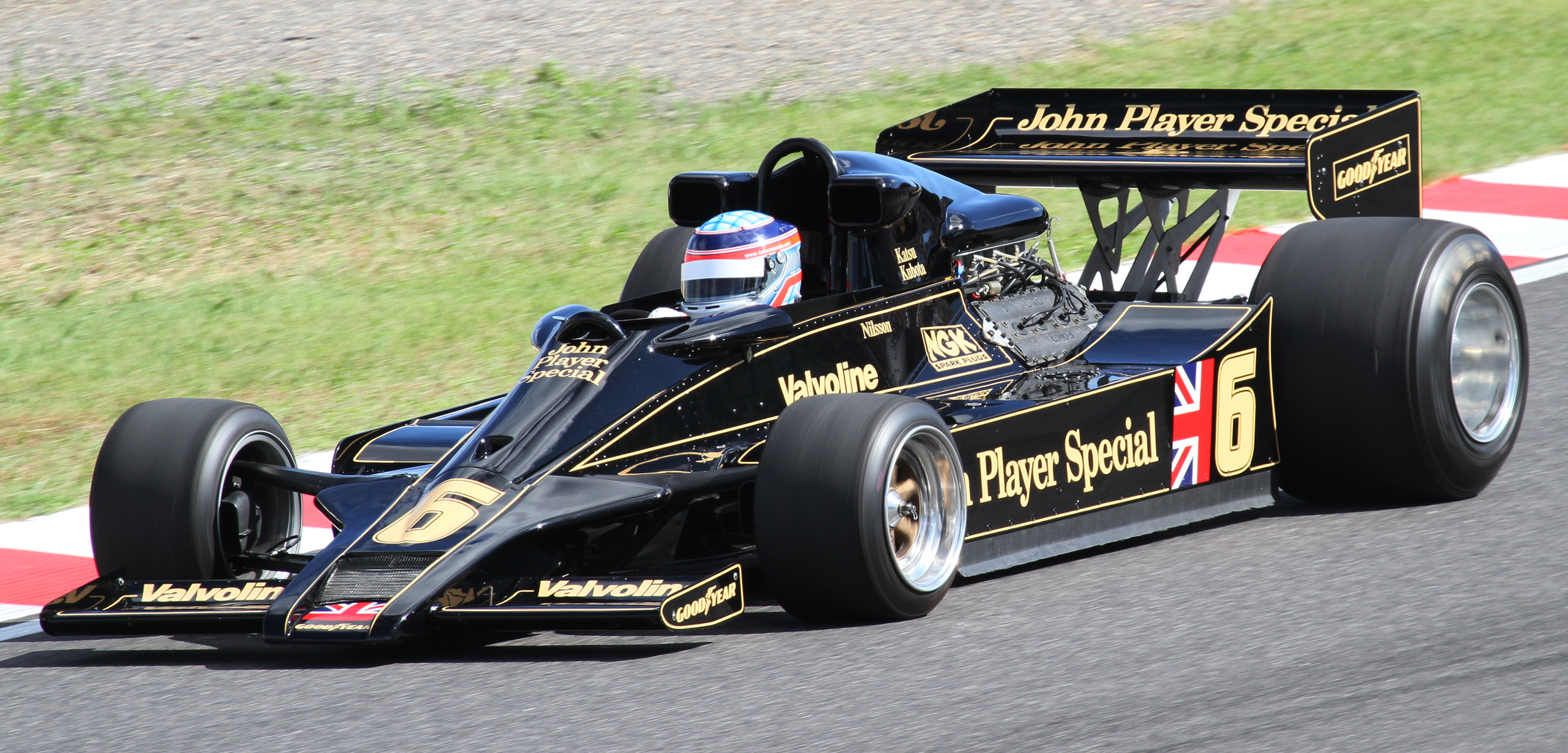
Das erste vom Team Rebaque eingesetzte Rennauto: Ein Lotus 78 (hier in der Lackierung des Team Lotus)

1978 debütierte das Team Rebaque in der Formel 1. Als Fahrer wurde Héctor Rebaque selbst gemeldet. Er war neben Emerson Fittipaldi und Arturo Merzario der einzige Rennfahrer des Jahres, der zu bei allen Rennen der Saison mit seinem eigenen Team antrat.
In seiner Debütsaison nutzte das Team Rebaque einen gebrauchten, 1977 aufgebauten Lotus 78, der von einem Cosworth DFV-Achtzylindermotor angetrieben wurde.
In 16 Anläufen konnte sich Héctor Rebaque neunmal qualifizieren; vier Rennen beendete er mit Zieleinläufen. Die erste Zielankunft für sein Team erreichte er im dritten Rennen des Jahres, dem Großen Preis von Südafrika in Kyalami; hier wurde er Zehnter. Sein bestes Ergebnis erzielte Rebaque beim Großen Preis von Deutschland: Als 18. gestartet, kam er letztlich auf Platz sechs vor John Watson im Brabham-Alfa Romeo und vor Gilles Villeneuve im Ferrari ins Ziel. Damit gewann er einen Punkt in der Konstrukteursmeisterschaft, der allerdings dem Team Lotus gutgeschrieben wurde, da Lotus den Wagen konstruiert hatte.

## Formel-1-Saison 1979

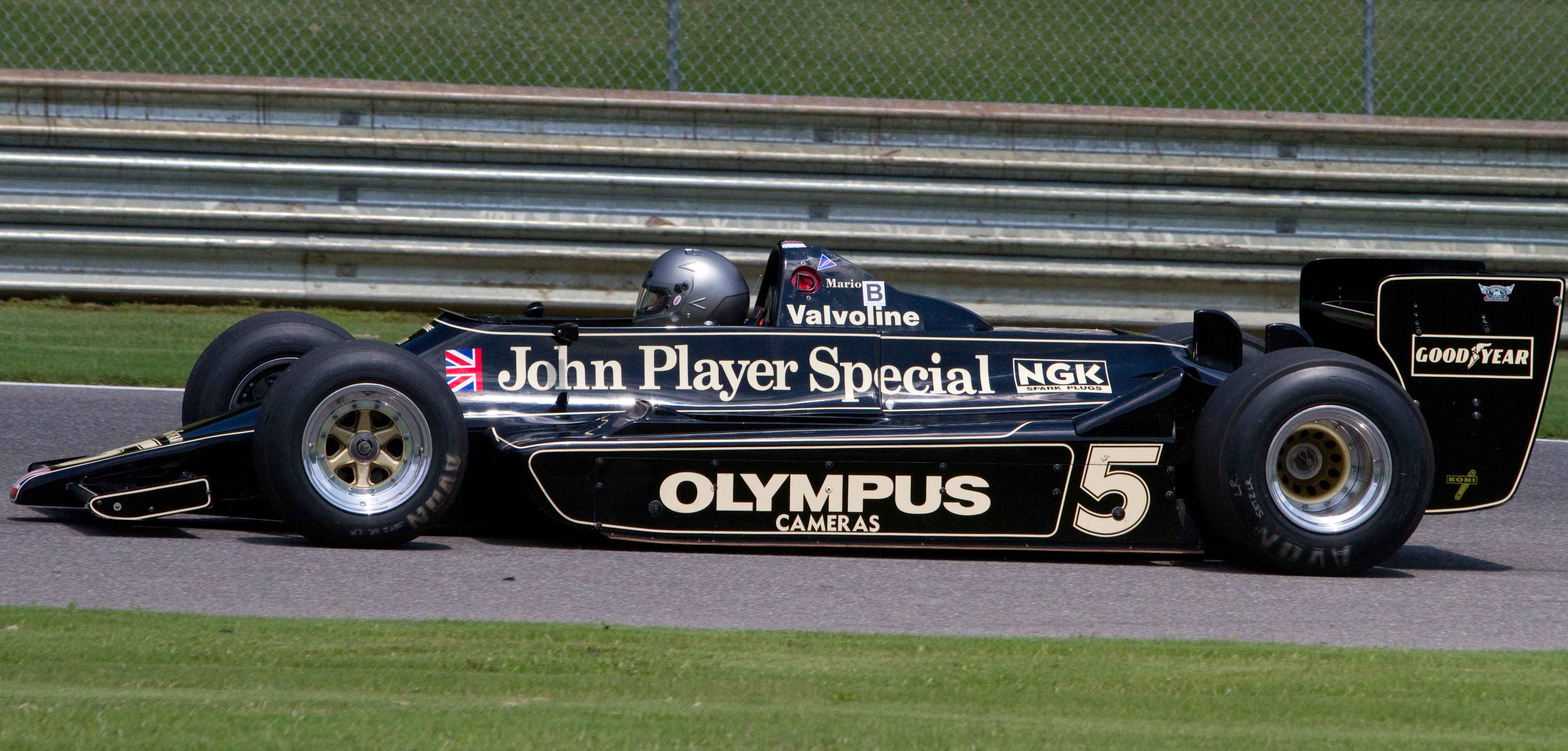
Wurde 1979 vom Team Rebaque eingesetzt und diente als Inspiration für den Rebaque HR 100: Der Lotus 79

1979 setzte Héctor Rebaque die Arbeit mit seinem eigenen Rennstall fort. Für die ersten Rennen des Jahres meldete das Team Rebaque einen Lotus 79, das „überragende Auto des Jahres 1978“, mit dem Mario Andretti im Jahr zuvor Formel-1-Weltmeister geworden war und Lotus die Konstrukteursmeisterschaft für sich entschieden hatte. Als Antrieb diente wiederum ein Cosworth DFV-Motor.
Die Übernahme des Lotus 79 konnte das Team Rebaque allerdings nicht in eigene Erfolge umsetzen. In den ersten sechs Rennen der Saison 1979 konnte Héctor Rebaque keine einzige Zielankunft erreichen: Fünfmal fiel er wegen technischer Defekte bzw. wegen Fahrfehlers aus, einmal – beim Großen Preis von Brasilien – verpasste er die Qualifikation. Zum siebten Saisonrennen, dem Großen Preis von Monaco, trat das Team nicht an. Im Sommer konnte Rebaque schließlich drei Zielankünfte verzeichnen; das beste Ergebnis war der siebte Platz beim Großen Preis der Niederlande.
Im Spätsommer 1979 ersetzte Rebaque den Lotus 79 durch den Rebaque HR 100. Hierbei handelte es sich um einen Rennwagen, den Penske im Auftrag Rebaques konstruiert und aufgebaut hatte und der im Wesentlichen eine Kopie des Lotus 79 darstellte. Der HR 100 debütierte beim Großen Preis von Italien 1979. Rebaque war im Qualifikationstraining mehr als 8 Sekunden langsamer als Jean-Pierre Jabouille, der später von der Pole-Position aus ins Rennen ging. Rebaque hingegen verpasste mit dieser Zeit die Qualifikation deutlich. Beim anschließenden Großen Preis von Kanada konnte er sich als 22. qualifizieren, schied aber im Rennen nach 31 Runden nach einem Bruch der Motoraufhängung aus. Beim letzten Rennen der Saison in den USA verpasste Rebaque erneut die Qualifikation. Dies war der letzte Versuch, einen HR 100 zu einem Formel-1-Rennen zu qualifizieren.
Für die Saison 1980 erwog Rebaque die Konstruktion eines neuen Autos. Diese Überlegungen ließen sich allerdings nicht umsetzen; das Team Rebaque stellte zum Jahresende den Betrieb ein. Teilweise wird dies auf Schwierigkeiten mit der Reifenversorgung bzw. mit der Anmeldung zurückgeführt. Rebaque setzte seine Motorsportkarriere als Fahrer 1980 und 1981 im Brabham-Werksteam fort.

## Sportwagen
Schon weit vor den Engagement in der Formel 1, war das Team im Sportwagensport aktiv. So kam die mexikanische Rennmannschaft 1974 nach Europa um beim 24-Stunden-Rennen von Le Mans an den Start zu gehen. Den Porsche 911 Carrera RSR fuhr neben Héctor Rebaque dessen Landsmann Guillermo Rojas, der auch als Teampartner agierte. Nach nur 60 gefahrenen Runden fiel der Porsche nach einem Schaden an der Zündung vorzeitig aus.